# 梅奇斯洛瓦斯·格德维拉斯
梅奇斯洛瓦斯·亚历山德罗维奇·格德维拉斯（俄語：Мечисловас Александрович Гедвилас；1901年11月6日（格里历：11月19日）—1981年2月15日），立陶宛人，苏联党和国家领导人。曾任立陶宛立陶宛苏维埃社会主义共和国人民委员会、部长会议主席，立陶宛苏维埃社会主义共和国教育部长等职务。

## 生平
- 1901年11月19日出生于沙俄科夫诺省布比艾。1904年因父亲父亲散发立陶宛语禁书被流放。
- 1919年-1922年，彼得格勒技术学院学习。
- 1923年-1927年，立陶宛帕兰加中学体育教师。
- 1927年因参与反政府活动被捕，判处有期徒刑4年。
- 1928年-1931年，《灯周刊》编辑。
- 1931年-1940年，泰尔希艾健康保险基金主任。1934年加入立陶宛共产党。期间，1933年-1934年，《灯周刊》编辑。1936年-1938年，《人民阵线报》编辑。
- 1940年6月-8月，立陶宛内政部长。
- 1940年8月-1956年1月，立陶宛苏维埃社会主义共和国人民委员会、部长会议主席。他任期内签署了许多迫害立陶宛人的行政令，包括驱逐和流放等措施。
- 1956年-1957年，苏共中央党校进修班学习。
- 1957年7月-1973年6月，立陶宛苏维埃社会主义共和国教育部长。
- 1973年6月起退休。
- 1981年2月15日于维尔纽斯逝世，享年79岁。葬于安塔卡尔尼斯公墓。

格德维拉斯是苏共第19届中央候补委员，第1-3届苏联最高苏维埃联盟院代表，第4-5届苏联最高苏维埃民族院代表，第1-9届立陶宛苏维埃社会主义共和国最高苏维埃代表。

## 作品
1975年，他的回忆录《致命的变化》（立陶宛语：Lemtingas posūkis ）出版， 1979年被翻译成俄文。这本书记录了他在卫国战争期间的回忆文章和演讲稿。

## 荣誉
- 四次列宁勋章
- 十月革命勋章
- 一级卫国战争勋章
- 二级卫国战争勋章
- 劳动红旗勋章
- 各民族人民友谊勋章
- 波兰一级格伦瓦德十字勋章